# Hylaeus monedulus
Hylaeus monedulus är en biart som först beskrevs av Warncke 1992.  Hylaeus monedulus ingår i släktet citronbin, och familjen korttungebin. Inga underarter finns listade i Catalogue of Life.